# Natasha Richardson
Natasha Jane Richardson (ur. 11 maja 1963 w Londynie, zm. 18 marca 2009 w Nowym Jorku) – amerykańsko-brytyjska aktorka filmowa i telewizyjna.

## Życiorys
Córka aktorki Vanessy Redgrave oraz reżysera i scenarzysty Tony'ego Richardsona, wnuczka aktorów Michaela Redgrave i Rachel Kempson, siostra aktorki Joely Richardson.
Aktorstwa uczyła się w Central School of Speech and Drama w Londynie. Początkowo występowała w sztukach teatralnych, m.in. jako Helena w Śnie nocy letniej, Ofelia w Hamlecie oraz jako Sally Bowles w musicalu Kabaret. Jako aktorka filmowa zadebiutowała w roli Mary Shelley w Gotyku (1986) Kena Russella.
Po związku małżeńskim z Robertem Foxem (1990–1993), w 1994 wzięła ślub z Liamem Neesonem, z którym miała dwóch synów - Michaela (ur. 1995) oraz Daniela (ur. 1996).
16 marca 2009 przewróciła się podczas lekcji jazdy na nartach w kanadyjskim Mont-Tremblant doznając obrażeń mózgu, w wyniku czego zmarła. Bezpośrednią przyczyną śmierci był krwiak nadtwardówkowy i krwotok do mózgu.

## Filmografia

### Filmy fabularne
- 1968: Szarża lekkiej brygady (The Charge of the Light Brigade) jako dziewczynka z kwiatami na weselu (niewymieniona w czołówce)
- 1973: La Polizia incrimina la legge assolve jako dziewczynka grająca w klasy (niewymieniona w czołówce)
- 1983: Every Picture Tells a Story jako panna Bridle
- 1985: In the Secret State jako Jilly
- 1986: Gotyk (Gothic) jako Mary
- 1987: Ghosts jako Regina
- 1987: Miesiąc na wsi (A Month in the Country) jako Alice Keach
- 1988: Patty Hearst jako Patricia Hearst
- 1989: Projekt Manhattan (Fat Man and Little Boy) jako Jean Tatlock
- 1990: Opowieść podręcznej (The Handmaid's Tale) jako Kate
- 1990: Wszystko dla gości (The Comfort of Strangers) jako Mary
- 1991: Przysługa, zegarek i bardzo duża ryba (The Favour, the Watch and the Very Big Fish) jako Sybil
- 1992: Po północy (Past Midnight) jako Laura Mathews
- 1993: Zakładnicy (Hostages) jako Jill Morrell
- 1993: Nagle, zeszłego lata (Suddenly, Last Summer) jako Catharine Holly
- 1993: Zelda jako Zelda Fitzgerald
- 1994: Nell jako Paula Olsen
- 1994: Wdowy (Widows' Peak) jako Edwina Broome
- 1998: Nie wierzcie bliźniaczkom (The Parent Trap) jako Elizabeth „Liz” James
- 2000: The Man Who Came to Dinner jako gospodyni
- 2001: Bezpieczny port (Haven) jako Ruth Gruber
- 2001: Dwa w jednym (Blow Dry) jako Shelley
- 2001: Chelsea Walls jako Mary
- 2002: Pokojówka na Manhattanie (Maid in Manhattan) jako Caroline Lane
- 2002: Obudzić się w Reno (Waking Up in Reno) jako Darlene
- 2005: Obłąkana miłość (Asylum) jako Stella
- 2005: Biała hrabina (The White Countess) jako Hrabina Sofia Belinskya
- 2007: The Mastersons of Manhattan jako Victoria Masterson
- 2007: Wieczór (Evening) jako Constance Lord
- 2008: Wild Child. Zbuntowana księżniczka (Wild Child) jako pani Kingsley

### Seriale telewizyjne
- 1984: Wyspa Ellis (Ellis Island) jako młoda prostytutka
- 1984: Oxbridge Blues jako Gabriella
- 1985: The Adventures of Sherlock Holmes jako Violet Hunter
- 1987: Worlds Beyond
- 1996: Opowieści z krypty (Tales from the Crypt) jako Fiona Havisham

### Producent
- 2005: Obłąkana miłość (Asylum, producent wykonawczy)

## Nagrody i odznaczenia[3]
- 1991 – nagroda czasopisma Evening Standard – dla najlepszej aktorki za film Wszystko dla gości
- 1994 – Festiwal Filmowy w Karlowych Warach – nagroda dla najlepszej aktorki za film Wdowy
- 1998 – nagroda Tony – dla najlepszej aktorki pierwszoplanowej w musicalu na Broadwayu za Kabaret imdb.com
- 2005 – nominacja British Independent Film Awards – dla najlepszej aktorki za film Obłąkana miłość
- 2006 – nagroda czasopisma Evening Standard – dla najlepszej aktorki za film Obłąkana miłość